# Leevi Madetoja

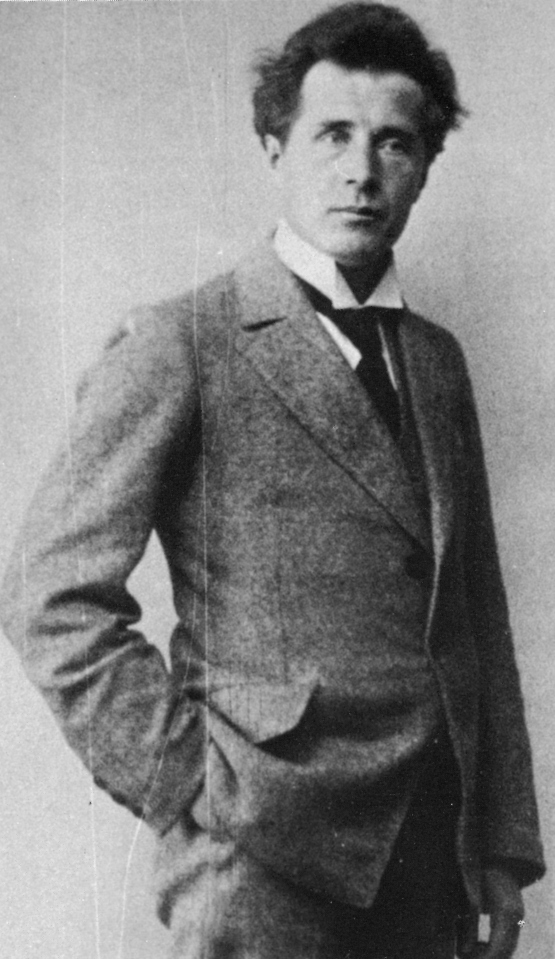
Der junge Leevi Madetoja (1910er Jahren).

Leevi Antti Madetoja ([ˈmɑdet.ˈojɑ]; * 17. Februar 1887 in Oulu; † 6. Oktober 1947 in Helsinki) war ein finnischer Komponist. Madetoja ist neben Jean Sibelius, dessen bedeutendster Schüler er war, einer der wichtigsten Vertreter der finnischen Spätromantik. 

## Leben
Aufgewachsen im Nordwesten Finnlands, studierte er ab 1906 in Helsinki auch bei Armas Järnefelt und von 1910 bis 1912 in Paris, in Wien bei Robert Fuchs und in Berlin. Anschließend kehrte er in seine Heimat zurück und lehrte an der Sibelius-Akademie. Ab 1913 war er mit der finnischen Schriftstellerin L. Onerva verheiratet.
Anfangs schrieb Madetoja in einem allgemeinen spätromantischen Stil, beeinflusst insbesondere von Richard Strauss. Ein typisches Werk dieser frühen, eher eklektischen Periode ist die 1. Sinfonie. Mit der 2. Sinfonie findet Madetoja eine selbständigere Tonsprache. Das Werk, das den Kontrast der Schönheit der Natur mit dem Eindringen des Krieges verarbeitet, entstand unter dem Eindruck des Todes von Madetojas Bruders Yrjö sowie seines finnischen Komponistenkollegen Toivo Kuula im finnischen Bürgerkrieg 1918. 1923 komponierte er die finnische Nationaloper Die Ostbottnier (finnisch Pohjolaisia). Danach fand Madetoja zu einem leichteren, französisch inspirierten Stil, auch beeinflusst durch einen Aufenthalt in der Nähe von Paris 1926. Dort entstand die 3. Sinfonie, kurz darauf die Ballettsuite Okon Fuoko. Madetojas zweite Oper Juha (1935) erreichte nicht mehr den Erfolg der Ostbottnier. Nach der Kantate Lauluseppele 1938 führten Geldsorgen und eine sich verschlechternde Gesundheit zu einem Rückgang seiner Kompositionstätigkeit, es entstanden bis zu seinem Tod nur noch einige A-cappella-Chöre in den Jahren 1945 und 1946.

## Werke
- Klaviertrio e-Moll op. 1 (1909)

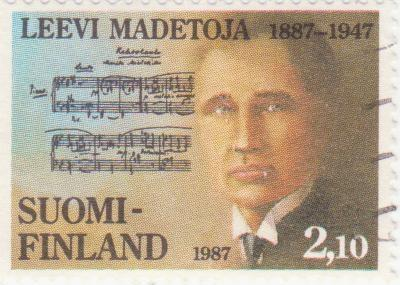
Leevi Madetoja auf einer Briefmarke anlässlich seines 100. Geburtstags 1987.

- Kullervo op. 15, symphonische Dichtung nach dem Kalevala (1913)
- Sonatine für Violine und Klavier op. 19 (1913)
- 1. Sinfonie op. 29 (1914–16)
- 2. Sinfonie op. 35 (1916–18)
- Kuoleman Puutarha („Der Garten des Todes“) für Klavier op. 41 (1918–1921)
- Lyrische Suite für Cello und Klavier op. 51 (1922)
- Oper Die Ostbottnier (Pohjolaisia) op. 52 (1923)
- Comedy Ouvertüre op. 53 (1923)
- 3. Sinfonie op. 55 (1925–26)
- Ballettpantomime Okon fuoko op. 58 (1927)
- Oper Juha op. 74 (1935)
- Kantate Lauluseppele op. 78 (1938)
- mehr als 90 Chöre zwischen 1908 und 1946